# Jean-Jacques Salverda de Grave
Jean-Jacques Salverda de Grave (Noordwijk, 18 mars 1863 - La Haye, 22 mars 1947) est un linguiste et philologue néerlandais. Il fut membre de l'Académie royale de langue et de littérature françaises de Belgique de 1923 à 1947.

## Biographie
Jean-Jacques Salverda de Grave est né à Noordwijk, aux Pays-Bas, le 18 mars 1863, d'une mère Pauline Brutel de la Rivière, issue d'une famille de réfugiés français huguenots venus s'établir aux Pays-Bas après la révocation de l'Édit de Nantes, et d'un père Matthijs Salverda de Grave, pasteur, dont le grand-père avait fui la France en 1785. Après des études universitaires à Groningue où il est l'élève d'Anton G. van Hamel, il devient l'élève de Gaston Paris, dans la capitale française, puis du provençaliste Emil Levi, à Fribourg-en-Brisgau. De 1887 à 1896, il est précepteur de la future reine Wilhelmine, et lui enseigne le néerlandais, le français, l'histoire et la géographie.

## Œuvres
- Essai sur quelques groupes de mots empruntés par le néerlandais au latin écrit, Amsterdam 1901.
- Le Troubadour Bertran d’Alamanon (1902).
- De Franse woorden in het Nederlands, Amsterdam 1906.
- Quelques observations sur l'évolution de la philologie romane depuis 1884, Leyde 1907.
- L’Influence de la langue française en Hollande, Paris 1913.
- Dante, Amsterdam 1921.
- Uit het gebied der Romaanse letteren, Haarlem 1928.
- Des lois et coutumes de Saint-Amand, 1934 (en collaboration avec E.M. Meijers).
- Le Droit coutumier de la ville de Metz au Moyen Âge, I : Jugements du maître-échevin de Metz au XIVe siècle, 1951 (en collaboration avec E.M. Meijers et Jean Schneider).